# Стрёмсунд
Стрёмсунд (швед. Strömsund) — город в Швеции, административный центр Стрёмсундской коммуны Емтландского лена.
Расположен в 100 км северо-восточнее Эстерсунда на озере Русс-фьерден. Через Стрёмсунд проходит европейский маршрут E45. Город является центром деревообрабатывающей промышленности. В 15 км южнее, в Халльвикене, имеется аэропорт.